# Pedro Mendinueta
Pedro Mendinueta y Múzquiz (Elizondo, Navarra, España, 6 de junio de 1736-Madrid, España, 16 de febrero de 1825) fue un político y militar español, Virrey de Nueva Granada.

## Biografía
Comenzó su carrera militar como cadete de la infantería en 1756. Su primer viaje a América fue en 1763, en el marco de la organización de las milicias de Cuba y Puerto Rico. No volvería allí hasta 1782, aunque a partir de ahí sus viajes serían más frecuentes. En 1784 formó parte del ejército de La Habana, y un año más tarde fue a Nueva España para organizar las milicias urbanas.
El 1 de enero de 1796 fue nombrado virrey de Nueva Granada, sucediendo a José Manuel de Ezpeleta. Durante su periodo en el cargo, trabajó por abastecer de agua la parte oeste de Santa Fe, y mejorar las comunicaciones entre diferentes ciudades de su territorio. También se interesó por las investigaciones científicas del momento, recibiendo a los botánicos Alexander von Humboldt y Aimé Bonpland, que estaban estudiando la flora y la fauna con permiso de la Corona de España. Por otro lado, colaboró en la producción de un mapa de Sudamérica al norte del río Amazonas. Esa fue una de sus principales preocupaciones, pues consideraba que el conocimiento geográfico del territorio era insuficiente. José Celestino Mutis solicitó apoyo económico para un observatorio astronómico, que fue construido entre 1802 y 1803. También se preocupó por la medicina, respecto a lo cual mandó a Miguel de Isla su organización.
Mendinueta llevó a cabo un censo de la población. Recopiló toda la información sobre el territorio en su Memoria Sobre el Nuevo Reino de Granada de 1803, que ha sido publicada en 2003. Hizo frente a una insurrección en Cartagena de Indias en la que se asesinó al gobernador de la ciudad, lo que llevó a Mendinueta a reorganizar los ejércitos y centrarse en las tribus indígenas que aún no habían sido conquistadas. En el plano eclesiástico propuso la creación de los obispados de Santa Fe de Antioquia, Vélez y Los Llanos, pero sus propuestas se disolvieron en la burocracia. Mantuvo buenas relaciones con la Iglesia, no así con la Real Audiencia.
La reputación de Mendinueta fue buena en todo momento, por sus ideas avanzadas y por su gestión del virreinato. Llevó a cabo todo tipo de planes para mejorar la administración, y también contra la lucha contra el contrabando, aunque en esto último no tuvo grandes avances. Su formación como ilustrado le hizo apoyar la creación de la Sociedad Económica de Amigos del País y del periódico El Correo Curioso.
Cuando el mandato de Mendinueta llegó a su fin, volvió a España el 22 de septiembre de 1803. En 1807 fue miembro del Consejo de Guerra, revisando profundamente la organización del ejército. Sin embargo, en la invasión francesa de 1808 fue hecho preso. Tras la Guerra de Independencia Española, fue nombrado en 1814 miembro del Consejo de Guerra por Fernando VII. Sin embargo, en 1822 se retiró de la vida pública. Falleció en el 16 de febrero de 1825. La poeta colombiana Lauren Mendinueta (1977) es su descendiente directa.
| Predecesor: José Manuel de Ezpeleta | Virrey de Nueva Granada 1797 – 1803 | Sucesor: Antonio José Amar y Borbón |